# Mistrzostwa Austrii w Skokach Narciarskich 2014
Mistrzostwa Austrii w Skokach Narciarskich 2014 – zawody rozegrane 9 października na dużej skoczni w Innsbrucku, natomiast część druga rozegrana została 12 października w Tschagguns na skoczni normalnej.
W rywalizacji mężczyzn na skoczni HS130, który został ograniczony do jednej serii, złoty medal zdobył Stefan Kraft, srebrny krążek wywalczył Michael Hayböck, a brąz przypadł Andreasowi Koflerowi.
Trzy później na Montafoner Schanzenzentrum na skoczni HS108 odbyła się druga część mistrzostw, w których wśród mężczyzn zwyciężył Michael Hayböck, przed Stefanem Kraftem i Clemensem Aignerem. U kobiet złoto wywalczyła Daniela Iraschko-Stolz, natomiast srebrny medal zdobyły ex aequo Chiara Hölzl i Jacqueline Seifriedsberger.

## Wyniki

### Mężczyźni
| Msc. | Zawodnik              | Kraj zw.      | I seria | Punkty |
| ---- | --------------------- | ------------- | ------- | ------ |
| 1.   | Stefan Kraft          | Salzburg      | 129,5 m | 132,6  |
| 2.   | Michael Hayböck       | Górna Austria | 127,0 m | 127,1  |
| 3.   | Andreas Kofler        | Tyrol         | 127,0 m | 124,6  |
| 4.   | Elias Tollinger       | Tyrol         | 126,0 m | 123,3  |
| 5.   | Markus Schiffner      | Górna Austria | 126,5 m | 122,7  |
| 6.   | Gregor Schlierenzauer | Tyrol         | 124,0 m | 120,2  |
| 7.   | Markus Eggenhofer     | Salzburg      | 121,0 m | 113,3  |
| 7.   | Stefan Huber          | Salzburg      | 121,0 m | 113,3  |
| 9.   | Manuel Fettner        | Tyrol         | 119,5 m | 110,1  |
| 10.  | Wolfgang Loitzl       | Styria        | 118,5 m | 109,8  |
| ...  |                       |               |         |        |

| Msc. | Zawodnik              | Kraj zw.      | I seria | II seria | Punkty |
| ---- | --------------------- | ------------- | ------- | -------- | ------ |
| 1.   | Michael Hayböck       | Górna Austria | 100,0 m | 98,5 m   | 239,5  |
| 2.   | Stefan Kraft          | Salzburg      | 99,5 m  | 94,0 m   | 228,0  |
| 3.   | Clemens Aigner        | Tyrol         | 98,5 m  | 94,5 m   | 226,0  |
| 4.   | Thomas Diethart       | Górna Austria | 97,5 m  | 95,5 m   | 225,5  |
| 5.   | Gregor Schlierenzauer | Tyrol         | 95,0 m  | 96,0 m   | 221,0  |
| 6.   | Elias Tollinger       | Tyrol         | 94,5 m  | 96,0 m   | 219,0  |
| 7.   | Andreas Kofler        | Tyrol         | 94,0 m  | 96,5 m   | 217,0  |
| 8.   | Wolfgang Loitzl       | Styria        | 94,0 m  | 93,5 m   | 214,5  |
| 9.   | Stefan Huber          | Salzburg      | 92,5 m  | 96,5 m   | 214,0  |
| 10.  | Manuel Poppinger      | Tyrol         | 94,5 m  | 94,5 m   | 213,5  |
| ...  |                       |               |         |          |        |

### Kobiety

#### Konkurs indywidualny – 12 października 2014 – HS108
| Msc. | Zawodniczka                | Kraj zw.      | I seria | II seria | Punkty |
| ---- | -------------------------- | ------------- | ------- | -------- | ------ |
| 1.   | Daniela Iraschko-Stolz     | Styria        | 98,5 m  | 100,5 m  | 236,0  |
| 2.   | Chiara Hölzl               | Salzburg      | 92,5 m  | 96,0 m   | 211,5  |
| 2.   | Jacqueline Seifriedsberger | Styria        | 94,0 m  | 96,0 m   | 211,5  |
| 4.   | Eva Pinkelnig              | Vorarlberg    | 94,5 m  | 90,0 m   | 197,0  |
| 5.   | Lisa Wiegele               | Karyntia      | 84,0 m  | 82,0 m   | 160,5  |
| 6.   | Julia Huber                | Styria        | 84,5 m  | 80,5 m   | 156,5  |
| 7.   | Sonja Schoitsch            | Karyntia      | 81,0 m  | 82,5 m   | 153,5  |
| 8.   | Elisabeth Raudaschl        | Górna Austria | 81,5 m  | 78,5 m   | 145,5  |
| 9.   | Michaela Kranzl            | Górna Austria | 74,5 m  | 70,5 m   | 112,5  |
| 10.  | Katharina Radlegger        | Wiedeń        | 67,0 m  | 67,5 m   | 89,5   |
| ...  |                            |               |         |          |        |